# Jacob Gløersen
Jacob Gløersen (28. maj 1852 i Nissedal – 21. august 1912) var en norsk maler. 
Gløersen blev student 1872 fra Kristianssand, hvor han fik den 
første vejledning i malerkunsten af Olaf Isaachsen. Derefter begyndte han paa Bergsliens 
Tegne- og Malerskole i Kria, som han med Afbrydelser besøgte i c. 3 Aar. 1876—78 og 
1880—81 var han Elev af Akademiet i München, hvor han malede med Prof. Otto Seitz. I fl. Aar 
opholdt han sig derefter i Kria og færdedes flittig i dens Omegn. 1884 foretog han med 
Stipendium en Studierejse til Krødsherred, Sigdal og Numedal. Vinteren 1893 fik han Statens 
Stipendium til en Udenlandsrejse, hvorunder han besøgte Kbhvn, Amsterdam og Antwerpen og 
opholdt sig i fl. Maneder i Paris som Elev af Roll’s Akademi. Senere har han været bosat 
i Hjemmet, hvor han har været Medlem af de norske bildende Kunstneres repræsentative 
Komité og Medlem af Bestyrelsen for Foreningen til Nationalgaleriets Forøgelse. Som ivrig 
Jæger og Fisker har G. strejfet viden om i sit Fødeland, mest dog i Oplandene, hvis rige og 
vekslende Natur og Folkeliv han har gengivet med megen Troskab og Kærlighed. Han hørte 
til de Malere, der ved 1880’ernes Beg. brød med de gl. Traditioner fra Düsseldorf og gik 
sine egne selvstændige Veje. Hans Billeder viser en sjælden Evne til troværdig og intim 
Gengivelse af den Natur, han kendte saa godt; selv om de sjældent ejer den indsmigrende, 
rent maleriske Charme, er de dog med deres sikre Teknik og sunde Farvevalg altid 
overmaade tiltalende, ikke mindst, naar de skildrer Vinteren til Skovs, med Snefog og Graavejr 
over Aasene. Af hans Arbejder kan nævnes: »Kveld« (Nationalgal. i Kria, 1892), »Snefog« 
(1890), »Rugdetræk« (Nationalgal., Kria), »Doktorbesøg« (1885), »Det tiner«, »Vinter« 
(Nationalgal., Kria, 1894), »Liden Læselyst« (1883), »Kulmile« (1896). 